# Bódi Katalin (irodalomtörténész)
Bódi Katalin (Salgótarján, 1976.–) irodalomtörténész, szerkesztő, kritikus, a Debreceni Egyetem oktatója. Családjával Nyiregyházán él (2020).

## Életpályája
Bódi Katalin Pásztón, a Mikszáth Kálmán Gimnázium francia tagozatán érettségizett. A Debreceni Egyetem [DE] magyar-francia nyelv és irodalom szakán diplomázott 2000-ben. 2005-ben a Debreceni Egyetemen PhD-fokozatot szerzett. Disszertációjának címe: Egy műfaj apológiája. A XVIII. századi magyar levélregény és kontextusai. A Debreceni Egyetem Bölcsészettudományi Kar Magyar Irodalom- és Kultúratudományi Intézetében (MIKI) előbb tudományos segédmunkatárs (2003–2005), majd tanársegéd (2005–2011), 2011-től egyetemi adjunktus volt, 2018-ban habilitált docens lett. 
Kutatási területei: a regény alakulástörténete, a 17-18. századi regény, levélregény, műfajtörténet, valamint nemi szerepek, nőábrázolás a magyar és a francia irodalomban. Kutatóként résztvevője az MTA-DE Klasszikus Magyar Irodalmi Textológiai Kutatócsoport munkájának. Textológiai tevékenysége során a Kazinczy kritikai kiadáshoz Kazinczy Ferenc folyóiratcikkeinek sajtó alá rendezését végezte (2019).
Szerkesztője volt 2007-től a nyíregyházai A Vörös Postakocsi irodalmi, művészeti folyóiratnak, 2010-től szerkesztője, szerkesztőbizottsági tagja a DE MIKI Studia Litteraria című folyóiratának.
Irodalomtörténészi, kutatói tevékenysége mellett irodalomkritikával is foglalkozik. Elsősorban kortárs irodalmi művekről közöl recenzókat nyomtatott és online irodalmi, kulturális  folyóiratokban, köztük az Alföldben, a Jelenkorban, de képzőművészeti alkotásokról is ír pl. a KULTer.hu-n.

## Munkáiból

### Könyvek
- Dayka Gábor összes művei, Universitas, Budapest, 2009. Sajtó alá rendezte: Balogh Piroska, Bódi Katalin, Szép Beáta, Tasi Réka. (A kötethez írt bevezető tanulmány)
- Könny és tinta (A magyar levélregény és heroida történeti és poétikai háttere), Debrecen, Debreceni Egyetemi Kiadó, 2010. (A disszertáció szövegének átdolgozásával készült monográfia.)[7]
- Éva születése (Debrecen, Méliusz Juhász Péter Könyvtár, 2019)
- (szerk.) Bódi Katalin és Bodrogi Ferenc Máté: „Közöttünk a’ Mester”: Tanítványi köszöntőkötet a 60 éves Debreczeni Attila tiszteletére (Debrecen Egyetemi Kiadó, Debrecen, 2019)[8]
- Látásgyakorlatok – Kontextusok Kazinczy Ferenc képzőművészeti tárgyú írásaihoz reciti, Budapest, 2021[9]

### Néhány fontosabb tanulmánya
- Narrato-poétikai vizsgálódások az érzékenység magyar napló- és levélregény-irodalmában (Irodalomtörténet, 1999/4. sz. 530–555.)[10]
- A valóság poétikája a francia és a magyar levélregényben (Irodalomtörténeti Közlemények, 2003/4-5 sz., 483–503. o.)[11]
- Hová tünt Jézus teste? /A test mint médium a reneszánsz festészetben és a XVIII. századi francia irodalomban – előtanulmány Sade nőalakjaihoz/. (A vörös postakocsi, 2009/2. sz., 15–25. o.)[12]
- Testábrázolás a XVIII. században (Kép és regény) In: Ragyogni és munkálni: Kultúratudományi tanulmányok Kazinczy Ferencről (szerk. Debreczeni Attila, Gönczy Monika, Debrecen, Debreceni Egyetemi Kiadó, 2010, 232–256.)

Számos jelentős tanulmánya jelent meg a Studia Litterariában is.

## Könyveiről recenziók, ismertetők
A Könyv és tintáról:
- Borbély Szilárd: Csók és könny és tinta (Élet és Irodalom, 2011/14. szám)[14]
- Labádi Gergely: Könyvek távolról: A magyar regény 1807-ben (Idézi a könyvet, Irodalomtörténet, 95. évf., 2014/3. szám, 312. o.)[15]
- További hivatkozások a könyvre az mtmt.hu-n

Az Éva születése című tanulmánykötet bemutatóját 2019. november 6-án tartották a Debreceni Egyetem Magyar Irodalom- és Kultúratudományi Intézetének könyvtárában. A szerzővel Áfra János beszélgetett.
- Recenzió az Iskolakultúra,[17][18] A Vörös Posztakocsi[19] és az Alföld[20] című folyóiratban.

## Díjak, elismerések
- Alföld-díj (2017)